# 1. Fußball-Club Köln 01/07 2005-2006
Questa voce raccoglie le informazioni riguardanti il 1. Fußball-Club Köln 01/07 nelle competizioni ufficiali della stagione 2005-2006.

## Stagione
Nella stagione 2005-2006 il Colonia, allenato da Uwe Rapolder e Hanspeter Latour, concluse il campionato di Bundesliga al 17º posto e retrocesse in 2. Bundesliga. In Coppa di Germania il Colonia fu eliminato al primo turno dal Kickers Offenbach.

## Rosa
| N. |                           | Ruolo | Calciatore              |
| -- | ------------------------- | ----- | ----------------------- |
| 2  | Germania (bandiera)       | D     | Carsten Cullmann        |
| 3  | Germania (bandiera)       | C     | Christian Rahn          |
| 4  | Germania (bandiera)       | D     | Roland Benschneider     |
| 6  | Zambia (bandiera)         | C     | Andrew Sinkala          |
| 7  | Germania (bandiera)       | C     | Albert Streit           |
| 8  | Germania (bandiera)       | A     | Matthias Scherz         |
| 10 | Germania (bandiera)       | A     | Lukas Podolski          |
| 12 | Brasile (bandiera)        | D     | Evanílson               |
| 14 | Rep. del Congo (bandiera) | A     | Rolf-Christel Guié-Mien |
| 15 | Germania (bandiera)       | C     | Christian Springer      |
| 16 | Germania (bandiera)       | P     | Alexander Bade          |
| 17 | Germania (bandiera)       | A     | Patrick Helmes          |
| 18 | Grecia (bandiera)         | C     | Dīmītrīs Grammozīs      |
| 19 | Ungheria (bandiera)       | A     | Imre Szabics            |
| 20 | Polonia (bandiera)        | D     | Lukas Sinkiewicz        |

| N. |                     | Ruolo | Calciatore              |
| -- | ------------------- | ----- | ----------------------- |
| 21 | Germania (bandiera) | C     | Sebastian Schindzielorz |
| 22 | Germania (bandiera) | D     | Björn Schlicke          |
| 23 | Germania (bandiera) | C     | Markus Feulner          |
| 24 | Croazia (bandiera)  | D     | Boris Živković          |
| 25 | Camerun (bandiera)  | D     | Marvin Matip            |
| 27 | Turchia (bandiera)  | D     | Alpay Özalan            |
| 28 | Svizzera (bandiera) | A     | Marco Streller          |
| 29 | Svizzera (bandiera) | C     | Ricardo Cabanas         |
| 30 | Germania (bandiera) | D     | Christian Lell          |
| 31 | Germania (bandiera) | P     | Benjamin Finke          |
| 33 | Germania (bandiera) | P     | Stefan Wessels          |
| 37 | Germania (bandiera) | C     | Patrick Weiser          |
| 38 | Malawi (bandiera)   | A     | Daniel Chitsulo         |
| 39 | Germania (bandiera) | C     | Denis Epstein           |

## Organigramma societario
Area tecnica
- Allenatore: Hanspeter Latour
- Allenatore in seconda: Thomas Binggeli, Wolfgang Geiger, Frank Leicht
- Preparatore dei portieri: Holger Gehrke, Rolf Herings
- Preparatori atletici:

## Calciomercato

### Sessione estiva
| Acquisti | Acquisti         | Acquisti        | Acquisti |
| R.       | Nome             | da              | Modalità |
| -------- | ---------------- | --------------- | -------- |
| C        | Patrick Weiser   | Wolfsburg       |          |
| C        | Youssef Mokhtari | Energie Cottbus |          |
| A        | Patrick Helmes   | Siegen          |          |
| A        | Anthony Lurling  | NAC Breda       |          |
| A        | Peter Madsen     | Bochum          |          |
| D        | Marvin Matip     | Bochum          |          |
| D        | Björn Schlicke   | Amburgo         |          |
| A        | Imre Szabics     | Stoccarda       |          |

| Cessioni | Cessioni          | Cessioni             | Cessioni |
| R.       | Nome              | da                   | Modalità |
| -------- | ----------------- | -------------------- | -------- |
| A        | Attila Tököli     | Anorthōsis           |          |
| D        | Timo Achenbach    | Greuther Fürth       |          |
| A        | Thomas Bröker     | Dinamo Dresda        |          |
| A        | Marius Ebbers     | Alemannia Aquisgrana |          |
| D        | Fábio Bilica      | Santos               |          |
| C        | Giovanni Federico | Karlsruhe            |          |
| C        | Michael Lejan     | Wuppertal            |          |
| C        | Michael Niedrig   | Holstein Kiel        |          |
| C        | Christian Rahn    | Colonia II           |          |
| D        | Alexander Voigt   | Roda JC              |          |

### Sessione invernale
| Acquisti | Acquisti        | Acquisti         | Acquisti |
| R.       | Nome            | da               | Modalità |
| -------- | --------------- | ---------------- | -------- |
| C        | Ricardo Cabanas | Grasshoppers     |          |
| A        | Marco Streller  | Stoccarda        |          |
| D        | Boris Živković  | Stoccarda        |          |
| D        | Evanílson       | Atlético Mineiro |          |

| Cessioni | Cessioni        | Cessioni     | Cessioni |
| R.       | Nome            | da           | Modalità |
| -------- | --------------- | ------------ | -------- |
| A        | Peter Madsen    | Southampton  |          |
| A        | Anthony Lurling | RKC Waalwijk |          |

## Risultati

### Bundesliga

#### Girone di andata
| Arbitro: | Rafati |

|                     |           |  |
| Schlicke 87’ (rig.) | Marcatori |  |

| Arbitro: | Weiner |

|                          |           |                            |
| Streller 58’ Tiffert 69’ | Marcatori | 9’ Feulner 47’, 55’ Streit |

| Arbitro: | Fleischer |

|                         |           |                                    |
| Scherz 81’ Podolski 90’ | Marcatori | 19’, 79’ Altıntop 90’ (rig.) Skela |

| Arbitro: | Brych |

|                        |           |            |
| Ricken 25’ (rig.), 73’ | Marcatori | 90’ Scherz |

| Arbitro: | Merk |

|                           |           |                     |
| Podolski 12’ Schlicke 29’ | Marcatori | 81’ (rig.) Neuville |

| Arbitro: | Meyer |

|                        |           |            |
| Voronin 23’ Rolfes 66’ | Marcatori | 76’ Helmes |

| Arbitro: | Stark |

|  |           |             |
|  | Marcatori | 51’ Madlung |

| Arbitro: | Kinhöfer |

|                   |           |            |
| Kießling 32’, 67’ | Marcatori | 76’ Helmes |

| Arbitro: | Merk |

|            |           |                                               |
| Streit 46’ | Marcatori | 48’ Štajner 52’, 69’ Brdarić 55’ (rig.) Sousa |

| Arbitro: | Fandel |

|                                                                |           |                                          |
| Amanatidīs 2’ Rehmer 8’ Chris 28’ Köhler 35’ Meier 77’ Cha 89’ | Marcatori | 5’ Streit 54’ (rig.) Podolski 90’ Özalan |

| Arbitro: | Wagner |

|            |           |                       |
| Scherz 28’ | Marcatori | 53’ Lúcio 74’ Ballack |

| Arbitro: | Schmidt |

|               |           |             |
| Klimowicz 42’ | Marcatori | 88’ Epstein |

| Arbitro: | Kircher |

|                              |           |                      |
| Benschneider 47’ Epstein 57’ | Marcatori | 23’ Kurányi 87’ Sand |

| Arbitro: | Drees |

|                                   |           |              |
| Atouba 42’ Lauth 53’ Barbarez 72’ | Marcatori | 57’ Schlicke |

| Arbitro: | Gräfe |

|             |           |              |
| Ahanfouf 5’ | Marcatori | 30’ Podolski |

| Arbitro: | Stark |

|             |           |                                     |
| Szabics 24’ | Marcatori | 34’ Naldo 50’, 90’ Klose 90’ Micoud |

| Arbitro: | Brych |

|                           |           |                        |
| Kobylík 52’ Fink 54’, 59’ | Marcatori | 1’ Springer 72’ Scherz |

#### Girone di ritorno
| Arbitro: | Perl |

|                                  |           |                                |
| Thurk 5’, 54’ Zidan 61’ Auer 87’ | Marcatori | 32’ (rig.) Podolski 48’ Scherz |

| Colonia 4 febbraio 2006, ore 15:30 CET 19ª giornata | Colonia | 0 – 0 referto | Stoccarda | RheinEnergieStadion (47 500 spett.)\| Arbitro: \| Wagner \| |
| Arbitro:                                            | Wagner  |               |           |                                                             |

| Arbitro: | Wack |

|                                 |           |                   |
| Sanogo 42’ (rig.) Schönheim 76’ | Marcatori | 38’, 75’ Streller |

| Colonia 12 febbraio 2006, ore 17:30 CET 21ª giornata | Colonia | 0 – 0 referto | Borussia Dortmund | RheinEnergieStadion (50 000 spett.)\| Arbitro: \| Gräfe \| |
| Arbitro:                                             | Gräfe   |               |                   |                                                            |

| Arbitro: | Weiner |

|                              |           |  |
| Lell 54’ (aut.) Neuville 75’ | Marcatori |  |

| Arbitro: | Kinhöfer |

|  |           |                                        |
|  | Marcatori | 67’ Berbatov 69’ Voronin 82’ Krzynówek |

| Arbitro: | Wagner |

|                   |           |                                           |
| Pantelić 56’, 83’ | Marcatori | 53’, 76’ Podolski 55’ Streller 87’ Scherz |

| Arbitro: | Gagelmann |

|                                     |           |                                              |
| Živković 27’ Matip 61’ Podolski 63’ | Marcatori | 5’ (rig.), 14’, 21’ (rig.) Vittek 57’ Saenko |

| Arbitro: | Perl |

|               |           |  |
| Hashemian 39’ | Marcatori |  |

| Arbitro: | Meyer |

|             |           |            |
| Springer 2’ | Marcatori | 16’ Rehmer |

| Arbitro: | Drees |

|                       |           |                        |
| Sagnol 29’ Makaay 39’ | Marcatori | 12’ Feulner 36’ Streit |

| Arbitro: | Stark |

|                                         |           |  |
| Scherz 77’ Helmes 78’ Sarpei 81’ (aut.) | Marcatori |  |

| Arbitro: | Schmidt |

|                |           |              |
| Bajramović 80’ | Marcatori | 45’ Podolski |

| Arbitro: | Fandel |

|                                     |           |              |
| Streit 37’ Feulner 62’ Podolski 80’ | Marcatori | 79’ Ahanfouf |

| Arbitro: | Kircher |

|  |           |                      |
|  | Marcatori | 3’ (aut.) Sinkiewicz |

| Arbitro: | Gräfe |

|                                                   |           |  |
| Borowski 11’, 25’ Klose 19’, 75’ Klasnić 51’, 69’ | Marcatori |  |

| Arbitro: | Drees |

|                                         |           |                         |
| Podolski 44’, 84’ Scherz 56’ Helmes 86’ | Marcatori | 46’ Kobylík 70’ Đalović |

### Coppa di Germania
| Arbitro: | Meyer |

|                                                |           |             |
| Mokhtari 65’ Türker 72’ (rig.) Rahn 86’ (aut.) | Marcatori | 29’ Feulner |

## Statistiche

### Statistiche di squadra
| Competizione      | Punti | In casa | In casa | In casa | In casa | In casa | In casa | In trasferta | In trasferta | In trasferta | In trasferta | In trasferta | In trasferta | Totale | Totale | Totale | Totale | Totale | Totale | DR  |
| Competizione      | Punti | G       | V       | N       | P       | Gf      | Gs      | G            | V            | N            | P            | Gf           | Gs           | G      | V      | N      | P      | Gf     | Gs     | DR  |
| ----------------- | ----- | ------- | ------- | ------- | ------- | ------- | ------- | ------------ | ------------ | ------------ | ------------ | ------------ | ------------ | ------ | ------ | ------ | ------ | ------ | ------ | --- |
| Bundesliga        | 30    | 17      | 5       | 4       | 8       | 24      | 29      | 17           | 2            | 5            | 10           | 25           | 42           | 34     | 7      | 9      | 18     | 49     | 71     | -22 |
| Coppa di Germania | -     | 0       | 0       | 0       | 0       | 0       | 0       | 1            | 0            | 0            | 1            | 1            | 3            | 1      | 0      | 0      | 1      | 1      | 3      | -2  |
| Totale            | 30    | 17      | 5       | 4       | 8       | 24      | 29      | 18           | 2            | 5            | 11           | 26           | 45           | 35     | 7      | 9      | 19     | 50     | 74     | -24 |

### Andamento in campionato
| Giornata  | 1 | 2 | 3 | 4 | 5 | 6 | 7  | 8  | 9  | 10 | 11 | 12 | 13 | 14 | 15 | 16 | 17 | 18 | 19 | 20 | 21 | 22 | 23 | 24 | 25 | 26 | 27 | 28 | 29 | 30 | 31 | 32 | 33 | 34 |
| --------- | - | - | - | - | - | - | -- | -- | -- | -- | -- | -- | -- | -- | -- | -- | -- | -- | -- | -- | -- | -- | -- | -- | -- | -- | -- | -- | -- | -- | -- | -- | -- | -- |
| Luogo     | C | T | C | T | C | T | C  | T  | C  | T  | C  | T  | C  | T  | T  | C  | T  | T  | C  | T  | C  | T  | C  | T  | C  | T  | C  | T  | C  | T  | C  | C  | T  | C  |
| Risultato | V | V | P | P | V | P | P  | P  | P  | P  | P  | N  | N  | P  | N  | P  | P  | P  | N  | N  | N  | P  | P  | V  | P  | P  | N  | N  | V  | N  | V  | P  | P  | V  |
| Posizione | 6 | 4 | 6 | 7 | 5 | 7 | 11 | 11 | 13 | 14 | 15 | 15 | 15 | 15 | 15 | 16 | 16 | 17 | 17 | 17 | 18 | 18 | 18 | 18 | 18 | 18 | 18 | 18 | 17 | 17 | 17 | 17 | 17 | 17 |

Legenda:

Luogo: C = Casa; T = Trasferta. Risultato: V = Vittoria; N = Pareggio; P = Sconfitta.

### Statistiche dei giocatori
| Giocatore        | Bundesliga | Bundesliga | Bundesliga  | Bundesliga | Coppa di Germania | Coppa di Germania | Coppa di Germania | Coppa di Germania | Totale   | Totale | Totale      | Totale     |
| Giocatore        | Presenze   | Reti       | Ammonizioni | Espulsioni | Presenze          | Reti              | Ammonizioni       | Espulsioni        | Presenze | Reti   | Ammonizioni | Espulsioni |
| ---------------- | ---------- | ---------- | ----------- | ---------- | ----------------- | ----------------- | ----------------- | ----------------- | -------- | ------ | ----------- | ---------- |
| A. Bade          | 13         | 0          | 0           | 0          | 0                 | 0                 | 0                 | 0                 | 13       | 0      | 0           | 0          |
| R. Benschneider  | 12         | 1          | 1           | 1          | 0                 | 0                 | 0                 | 0                 | 12       | 1      | 1           | 1          |
| R. Cabanas       | 16         | 0          | 4           | 0          | 0                 | 0                 | 0                 | 0                 | 16       | 0      | 4           | 0          |
| D. Chitsulo      | 0          | 0          | 0           | 0          | 0                 | 0                 | 0                 | 0                 | 0        | 0      | 0           | 0          |
| C. Cullmann      | 10         | 0          | 2           | 0          | 0                 | 0                 | 0                 | 0                 | 10       | 0      | 2           | 0          |
| D. Epstein       | 11         | 2          | 0           | 0          | 0                 | 0                 | 0                 | 0                 | 11       | 2      | 0           | 0          |
| E. Evanílson     | 3          | 0          | 1           | 0          | 0                 | 0                 | 0                 | 0                 | 3        | 0      | 1           | 0          |
| M. Feulner       | 13         | 3          | 2           | 0          | 1                 | 1                 | 0                 | 0                 | 14       | 4      | 2           | 0          |
| B. Finke         | 0          | 0          | 0           | 0          | 0                 | 0                 | 0                 | 0                 | 0        | 0      | 0           | 0          |
| D. Grammozīs     | 19         | 0          | 6           | 0          | 1                 | 0                 | 1                 | 0                 | 20       | 0      | 7           | 0          |
| R. Guié-Mien     | 7          | 0          | 0           | 0          | 1                 | 0                 | 0                 | 0                 | 8        | 0      | 0           | 0          |
| P. Helmes        | 13         | 4          | 1           | 0          | 0                 | 0                 | 0                 | 0                 | 13       | 4      | 1           | 0          |
| C. Lell          | 26         | 0          | 5           | 1          | 1                 | 0                 | 0                 | 0                 | 27       | 0      | 5           | 1          |
| A. Lurling       | 12         | 0          | 3           | 0          | 0                 | 0                 | 0                 | 0                 | 12       | 0      | 3           | 0          |
| P. Madsen        | 8          | 0          | 0           | 0          | 1                 | 0                 | 0                 | 0                 | 9        | 0      | 0           | 0          |
| M. Matip         | 23         | 1          | 1           | 0          | 1                 | 0                 | 0                 | 0                 | 24       | 1      | 1           | 0          |
| Y. Mokhtari      | 13         | 0          | 2           | 0          | 1                 | 0                 | 0                 | 0                 | 14       | 0      | 2           | 0          |
| L. Podolski      | 32         | 12         | 9           | 0          | 1                 | 0                 | 1                 | 0                 | 33       | 12     | 10          | 0          |
| C. Rahn          | 11         | 0          | 1           | 0          | 1                 | 0                 | 0                 | 0                 | 12       | 0      | 1           | 0          |
| M. Scherz        | 27         | 8          | 3           | 1          | 0                 | 0                 | 0                 | 0                 | 27       | 8      | 3           | 1          |
| S. Schindzielorz | 16         | 0          | 3           | 0          | 0                 | 0                 | 0                 | 0                 | 16       | 0      | 3           | 0          |
| B. Schlicke      | 15         | 3          | 4           | 0          | 0                 | 0                 | 0                 | 0                 | 15       | 3      | 4           | 0          |
| A. Sinkala       | 9          | 0          | 1           | 1          | 1                 | 0                 | 0                 | 1                 | 10       | 0      | 1           | 2          |
| L. Sinkiewicz    | 33         | 0          | 7           | 0          | 1                 | 0                 | 1                 | 0                 | 34       | 0      | 8           | 0          |
| C. Springer      | 18         | 2          | 4           | 0          | 1                 | 0                 | 0                 | 0                 | 19       | 2      | 4           | 0          |
| A. Streit        | 30         | 6          | 5           | 1          | 1                 | 0                 | 1                 | 0                 | 31       | 6      | 6           | 1          |
| M. Streller      | 14         | 3          | 3           | 0          | 0                 | 0                 | 0                 | 0                 | 14       | 3      | 3           | 0          |
| I. Szabics       | 11         | 1          | 1           | 1          | 0                 | 0                 | 0                 | 0                 | 11       | 1      | 1           | 1          |
| A. Tököli        | 1          | 0          | 0           | 0          | 0                 | 0                 | 0                 | 0                 | 1        | 0      | 0           | 0          |
| P. Weiser        | 1          | 0          | 0           | 0          | 0                 | 0                 | 0                 | 0                 | 1        | 0      | 0           | 0          |
| S. Wessels       | 22         | 0          | 0           | 0          | 1                 | 0                 | 0                 | 0                 | 23       | 0      | 0           | 0          |
| A. Özalan        | 21         | 1          | 6           | 1          | 0                 | 0                 | 0                 | 0                 | 21       | 1      | 6           | 1          |
| B. Živković      | 8          | 1          | 1           | 0          | 0                 | 0                 | 0                 | 0                 | 8        | 1      | 1           | 0          |